# Deoterthron lincolni
Deoterthron lincolni is een kreeftachtigensoort uit de familie van de Deoterthridae. De wetenschappelijke naam van de soort is voor het eerst geldig gepubliceerd in 1988 door Boxshall.